# Oradour (Charente)
Oradour é uma comuna francesa na região administrativa da Nova Aquitânia, no departamento de Charente. Estende-se por uma área de 14,4 km². Em 2010 a comuna tinha 156 habitantes (densidade: 10,8 hab./km²).